# Zita Szabó
Zita Livia Szabó (* 13. November 1975 in Karcag) ist eine ehemalige ungarische Triathletin und Olympionikin (2008).

## Werdegang
Zita Szabó war in der Jugend als Schwimmerin aktiv und kam als 11-Jährige zum Triathlon.
1992 wurde sie mit dem ungarischen Juniorinnen-Team in den Niederlanden Vize-Europameister Triathlon.
Bei der Triathlon-Weltmeisterschaft Kurzdistanz 2006 belegte Zita Szabó als beste Ungarin den 50. Rang.
Sie belegte bei den Olympischen Sommerspielen 2008 in Peking den 38. Rang.
Seit 2010 tritt Zita Szabó nicht mehr international in Erscheinung.

## Sportliche Erfolge
| Datum/Jahr    | Rang | Wettbewerb                                            | Austragungsort        | Zeit        | Bemerkung                                                                                              |
| ------------- | ---- | ----------------------------------------------------- | --------------------- | ----------- | --- |
| 28. Nov. 2010 | 2    | ITU Triathlon African Cup                             | Pretoria              | 02:14:20    | hinter Andrea Steyn                                                                                    |
| 8. Mai 2010   | 21   | ITU World Championship Series 2010                    | Seoul                 | 02:03:14    | hinter der Schweizerin Daniela Ryf                                                                     |
| 25. Okt. 2009 | 5    | ITU Triathlon Premium European Cup                    | Alanya                | 02:05:05    | hinter der Niederländerin Rachel Klamer                                                                |
| 18. Aug. 2008 | 38   | Olympische Spiele 2008                                | Peking                | 02:06:46,70 | |
| 3. Sep. 2006  | 50   | ITU Triathlon World Championships                     | Lausanne              | 02:15:22    | Triathlon-Weltmeisterschaft Kurzdistanz                                                                |
| 4. Juli 1998  | 38   | ETU Triathlon European Championships                  | Velden am Wörther See | 02:15:28    | Triathlon-Europameisterschaft auf der Kurzdistanz (1,5 km Schwimmen, 40 km Radfahren und 10 km Laufen) |
| 12. Sep. 1992 | 24   | ITU Triathlon World Championship Junior Women         | Huntsville            | 02:25:42    | Junioren-Weltmeisterschaft                                                                             |
| 18. Juli 1992 | 2    | ETU Triathlon European Championship Junior Women Team | Stein                 | 02:19:47    | im Team mit Adél Molnár und Györgyi Straubinger                                                        |

(DNF – Did Not Finish)